# Paula Herbst
Paula Herbst (* 5. April 1818 in Langendorf (Weißenfels); † 12. September 1883 in Leipzig) war eine deutsche Schriftstellerin, die auch unter dem Pseudonym P. Hilscher publizierte.

## Leben
Über ihr Leben ist nur bekannt, dass sie nach Leipzig heiratete und dort im Alter von 65 Jahren starb.

## Werke
- Überall zu spät. Novelle. 2 Bände. Verlags-Comptoir, Wurzen 1856.
- Ture Horn. (Fortsetzung von Emilie Flygare-Carléns Der Einsiedler auf der Johannisklippe.) 2 Bände. Verlags-Comptoir, Wurzen 1856.
- Der Erbe. 3 Bände. Verlags-Comptoir, Wurzen 1857.
- Olga. 3 Bände. Verlags-Comptoir, Wurzen 1857.
- Die Spekulanten. Roman. 2 Bände. 1858.[1]
- Die Sühne. 3 Bände. Verlags-Comptoir, Wurzen 1858.
- Doch noch!. 3 Bände. Verlags-Comptoir, Wurzen 1859.
- Der Silberhut. 3 Bände. Verlags-Comptoir, Wurzen 1860.
- Moje und Fritze. 3 Bände. Verlags-Comptoir, Wurzen 1860.
- Ein gebrochenes Herz. Roman. 3 Bände. Verlags-Comptoir, Wurzen 1857. (Neuausgabe als print on demand 2021.)
- Eine Stiefmutter. Roman aus der Jetztzeit. 3 Bände. Verlags-Comptoir, Wurzen 1858. (Neuausgabe als print on demand 2021.)
- Der Sohn des Schmugglers. Verlags-Comptoir, Wurzen 1861.
- Liebe und Schuld. Roman. Verlags-Comptoir, Wurzen. 3 Bände. 1862. (Neuausgabe als print on demand 2021.)
- Der Prügeljunge. Roman. 3 Bände. Verlags-Comptoir, Wurzen 1863. (Neuausgabe als print on demand 2021.)
- Kontraste. Roman. 3 Bände. Verlags-Comptoir, Wurzen 1863.
- Ein fremdes Kind. Novelle. 3 Bände. Verlags-Comptoir, Wurzen 1864.
- Von Altmühl nach Sonderburg und Fridericia. Roman. 4 Bände. Verlags-Comptoir, Wurzen 1864. (Neuausgabe als print on demand 2020.)
- Eglantine Anke. Novelle. 5 Bände. Verlags-Comptoir, Wurzen 1865. (Neuausgabe als print on demand 2020.)
- Stiefmütterchen. Novelle. 1869.[1]
- Kabale und Liebe. Roman. 2 Bände. Rötschke, Leipzig 1869.
- Orangenblüte. Novelle. Rötschke, Leipzig 1870.
- Jena und Straßburg. Novelle. 2 Bände. Altona 1871.
- Heimatlos. Roman. 3 Bände. 1872.[1]
- Novellen. Schloß Fichtelstein. Glückswechsel. Arabella. Verlagsbureau, Altona 1873.[1]
- Im Sturm der Zeit. Roman. 3 Bände. Verlags-Bureau, Altona 1873.[1]
- Sie hat kein Herz. Roman. Keller, Würzburg 1874.
- Verfolgt und gerettet. Novelle. Dege, Leipzig 1875.
- Susanne oder treu bis in den Tod. Novelle. Wölfert, Leipzig 1876.[1]
- Treue Herzen. Eine Liebesgeschichte. Wölfert, Leipzig 1878.